# Василіянський інститут філософсько-богословських студій імені Йосифа Велямина Рутського
Василіянський Інститут філософсько-богословських студій ім. Йосифа Велямина Рутського — вищий духовний навчальний заклад Василіянського Чину в Україні.

## Історія
- У 1994 році василіяни створили Інститут філософсько-богословських студій ім. Йосифа Велямина Рутського в Золочівському монастирі.
- У 1997 році почалося спорудження додаткових приміщень семінарії в Брюховичах Львівської області.
- У 2002 році Василіянський Інститут перенесено в Брюховичі.
- У 2008 році відбувся перший випуск Василіянського інституту філософсько-богословських студій у Брюховичах.
- У 2009 році серед кліриків УГКЦ 32 священники були випускниками цього Інституту.

Василіянський інститут філософсько-богословських студій ім. Йосифа Велямина Рутського — навчальний заклад, який покликаний виховувати молодих василіян та готувати їх до священства. Цей Інститут заснований у 1994 році, після виходу Української Греко-Католицької Церкви з підпілля, який з часом розрісся у великий навчально-науковий заклад. Тут готуються майбутні ченці-священники, які згодом понесуть Боже слово нашому народові. Впродовж шести років семінаристи-василіяни вивчають філософські, богословські та біблійні дисципліни. На п'ятому курсі, після складення довічних обітів у Василіянському Чині, приймають дияконські свячення, а після закінчення шестирічних студій отримують ієрейські свячення.
Навчання в семінарії — головне. Але воно не може усунути спілкування з Богом. Тому монастирський дзвінок скликає студентів і їхніх наставників до монастирської каплиці на спільну молитву. Радісним передзвоном лунають чернечі Богослужіння, глибока тиша западає під час медитації. Молитва в житті ченця займає особливе місце, адже він є покликаний дбати не тільки про власну душу. Поставлений Богом у цей стан, він перетворюється у професійного молільника, що молиться за світ і за спасіння кожної душі.
Окрім науки та молитви брати-студенти займаються різними справами, зокрема видавництвом християнсько-молодіжного часопису «Господь і я». Також співають у семінарійному хорі. Віднедавна відкрилася звукозаписна студія. Також при семінарії діє палітурний цех, де реставрують книги, а також продукують образки на мішковинному полотні. Діє столярний цех з виробництва меблів для семінарії та інших монастирів. У неділі і свята, а головно у дні відпустових святкувань брати-семінаристи залучаються до помочі, зокрема співом та іншими обов'язками. На вакаціях, особливо, літніх допомагають у різних справах в інших василіянських монастирях України і не тільки. Студенти теж працюють із молоддю, наприклад, зі скаутами, проводять катехизацію, беруть участь у літніх таборах «Канікули з Богом».
Кожного року семінарія дає Чинові і Церкві нових священників. Для прикладу в 2009 р.число робітників на Христовій ниві збільшилося на 32 священників.
На сьогоднішній день Василіянський інститут має на меті розвиватися у напрямку до відкритості на інші чернечі Чини і Згромадження, які б хотіли здобувати освіту для майбутнього священничого служіння.
З 2015 року у Василіянському інституті навчаються семінаристи з інших чоловічих згромаджень УГКЦ — редемптористи та оріоністи. У 2020/2021 навчальному році було 50 студенів: 39 василіян, 9 редемптористів і 2 оріоністів.

### Ректори в Золочеві
- 1994—1996 — о. Діонісій Ляхович, ЧСВВ
- 1996—1997 — бр. Гавриїл Коропецький, ЧСВВ
- 1997—1998 — о. Григорій Гриньків, ЧСВВ
- 1998—1999 — о. Діонисій Заведюк, ЧСВВ
- 1999—2000 — о. Климентій Стасів, ЧСВВ
- 2000—2002 — о. Макарій Ленів, ЧСВВ

### Ректори в Брюховичах
- 2002—2004 ― о. Мартин Хабурський, ЧСВВ
- 2004—2005 ― о. Діонисій Заведюк, ЧСВВ
- 2005 ― о. Діонісій Ляхович, ЧСВВ
- 2006—2007 ― о. Павло Ясиновський, ЧСВВ
- 2007—2012 ― о. Роберт Лисейко, ЧСВВ
- 2012—2016 ― о. Йосафат Хаймик, ЧСВВ
- 2016—2024 ― о. Пантелеймон Трофімов, ЧСВВ
- З 2024 — о. Артемій Новіцький, ЧСВВ

## Програма
Звичайна навчальна програма включає:
1. філософсько-богословське формування, необхідне для допущення до дияконських і пресвітерських свячень;
2. повний курс риторики і курси пасторального богослов'я, методології місій і реколекцій для кандидатів до свячень.

Програма має відповідати нормам Кодексу канонів Східних Церков, загальним основам виховання і католицького формування, церковним документам, що стосуються формування священнослужителів, традиціям Церков свого права, до яких належать студенти, традиціям Чину і Статутові.
Відповідно до потреб і програм Чину додаються інші дисципліни: курси літургійних та сучасних мов, економіки, інформатики, засобів суспільної комунікації та інші.